# Amphistichus koelzi
Amphistichus koelzi е вид лъчеперка от семейство Embiotocidae. Видът е незастрашен от изчезване.

## Разпространение и местообитание
Разпространен е в Канада, Мексико и САЩ (Вашингтон, Калифорния и Орегон).
Среща се на дълбочина от 104 до 492 m, при температура на водата от 6,1 до 7,8 °C и соленост 33,3 – 34,3 ‰.

## Описание
На дължина достигат до 31 cm.